# Paul Krämer (Dirigent)
Paul Krämer (* 24. Februar 1990 in Oberhausen) ist ein deutscher Dirigent. Er ist künstlerischer Leiter des Philharmonischen Chores der Stadt Bonn und der Kartäuserkantorei Köln.

## Leben und Laufbahn
Paul Krämer wuchs in Oberhausen auf. Er ist verheiratet und lebt in Wiesbaden. In seiner Kindheit und Jugend lernte er das Klavierspiel und erhielt Unterricht in Orgel, Gesang und Klarinette. Während der Schulzeit absolvierte er eine Kirchenmusik C-Ausbildung. Es folgte ein Studium in Mathematik und Schulmusik, in dem er Dirigierunterricht bei Eberhard Metternich erhielt. Hieran schloss er 2012 ein Dirigierstudium bei Marcus Creed und später Peter Dijkstra an der Hochschule für Musik und Tanz Köln an, welches er im Mai 2018 abschloss.
Als Stipendiat der Studienstiftung des deutschen Volkes gründete Paul Krämer im Mai 2010 den Kölner Studienstiftungschor.
Seit Mitte 2013 ist Paul Krämer künstlerischer Leiter der Kartäuserkantorei Köln, mit welcher er bereits mehrfach in der Kölner Philharmonie zu hören war. Unter seiner Leitung wurde die Kartäuserkantorei Köln 2015 beim International Passion Music Festival Szczecin mit Gold ausgezeichnet.
Paul Krämer trat im Mai 2016 die Stelle des Chordirektors beim Philharmonischen Chor der Stadt Bonn an. Unter seiner Leitung ist der Philharmonische Chor sowohl mit großen Oratorien als auch mit Kammerchorkonzerten in Bonn zu hören. Neben regelmäßigen Einstudierungen für das Beethoven Orchester Bonn ist Paul Krämer mit dem Philharmonischen Chor im In- und Ausland gern gesehener Gast.
Im Rahmen der Chorakademie des WDR Rundfunkchores ist Paul Krämer seit 2018 außerdem als Dozent für Ensemblegesang tätig.